# Davy Dona
Pour les articles homonymes, voir Dona.
Davy Dona, né le 13 octobre 1981 à Choisy-le-Roi, est un karatéka français.
Il remporte une médaille d'or en kumite individuel dans la catégorie des moins de 60 kg aux Championnats d'Europe de karaté 2003 à Brême.
Il change de catégorie pour devenir le numéro 1 dans la catégorie des -75kg. Il remporte la médaille de bronze aux championnats d’Europe en individuel en 2014.
C’est le karatéka qui a eu la plus longue carrière en équipe de France (15 ans).
Il combat actuellement pour la ligue Karaté combat.
Il est marié à la karatéka Lolita Dona.